# Antonio Fortich

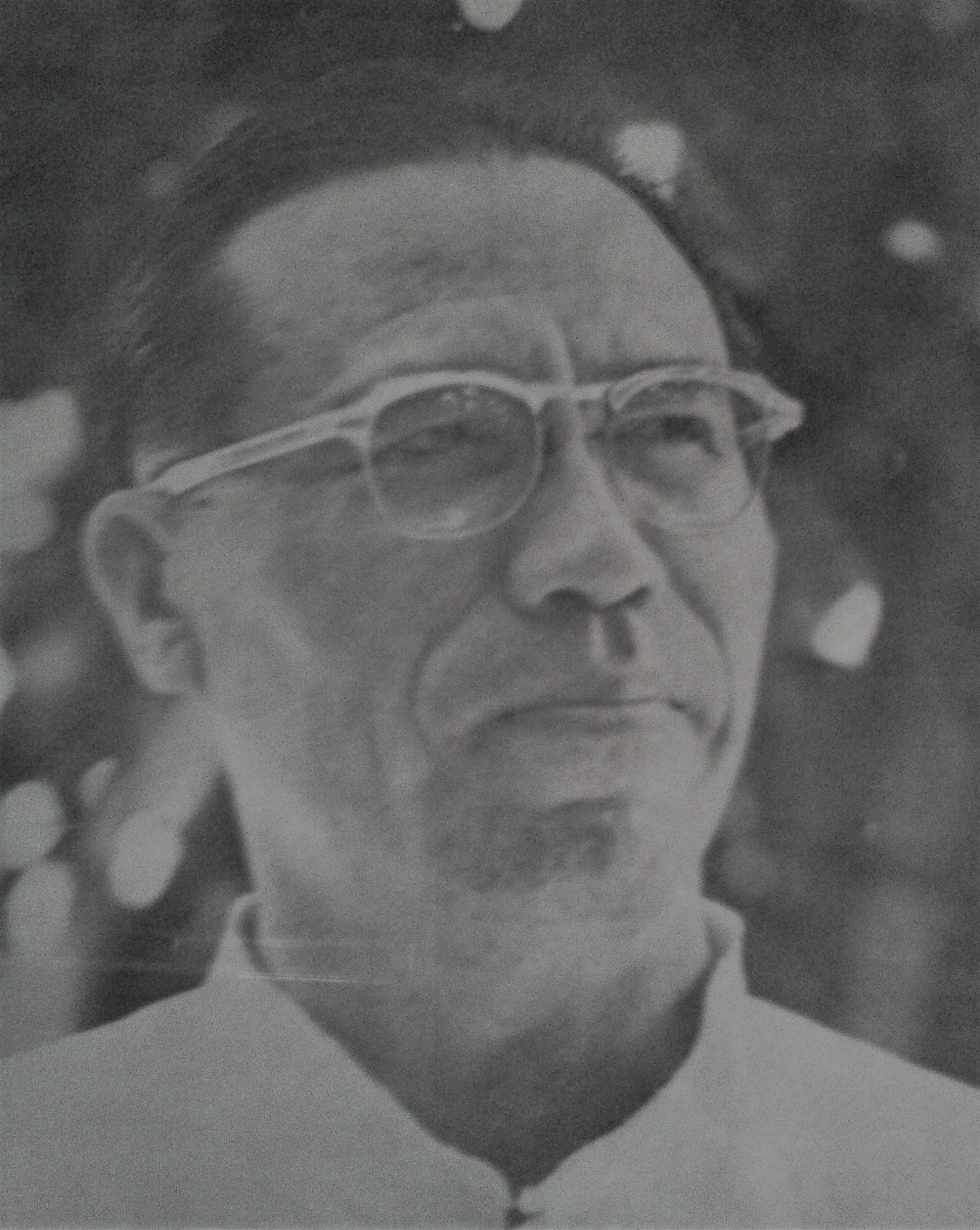
Bisschop Antonio Fortich

Antonio Yapsutco Fortich (Dumaguete, 11 augustus 1913 - Bacolod, 2 juli 2003) was een Filipijnse rooms-katholiek geestelijke. Fortich was van 1967 tot 1989 de bisschop van het bisdom Bacalod. Fortich stond bekend als anti-Marcos en was bovendien een sociaal activist. In 1973 won Fortich de Ramon Magsaysay Award, een prijs die ook wel bekendstaat als de Aziatische Nobelprijs.

## Biografie
Antonio Fortich werd geboren op 11 augustus 1913 in Dumaguete de hoofdstad van Negros Oriental. Zijn lagere- en middelbareschoolopleiding volgde hij in Dumaguete, waarna hij theologie ging studeren aan de San Jose Seminary bij de Ateneo de Manila. Op 3 maart 1944 werd Fortich tot priester gewijd. Hij werd eerst aangesteld als assistent priester in de St. Sebastian Cathedral in Bacolod. Vijf jaar later werd hij priester in Binalbagan in het hart van het gebied van de suikerplantages. Door de misstanden, die hij er waarnam raakte hij ervan overtuigd dat de Katholieke Kerk de bevolking op een andere manier moest benaderen door het arme deel van de bevolking te dienen en hen een betere kwaliteit van leven te bieden. In 1951 keerde hij weer terug in Bacolod als priester van de St. Sebastian Cathedral. Een jaar later werd hij benoemd als vicaris-generaal van het bisdom. In 1966 volgde een benoeming tot apostolisch administrator van het bisdom. In die hoedanigheid was hij tevens directeur van de hulp organisaties van het bisdom en kreeg hij de mogelijkheid om iets te doen aan de misstanden die hij had waargenomen. Op 13 januari 1967 een benoeming tot bisschop van Bacolod.
In die tijd zette hij zich in om de economische omstandigheden en mensenrechtensituatie van de arme arbeider op de suikerplantages te verbeteren. Zo richtte hij met hulp van de katholieke gemeenschappen sociale actieprogramma's op en was hij een groot pleitbezorger voor landhervormingen. Na de val van president Ferdinand Marcos was Fortich in 1986 en 1987 voorzitter van National Ceasefire Committee. In die hoedanigheid speelde hij een belangrijke rol in de onderhandelingen over een staakt-het-vuren tussen de Filipijnse regering onder leiding van de Marcos' opvolger Corazon Aquino en het communistische National Democratic Front.
Op 31 januari 1989 ging Fortich met pensioen. Emeritus-bisschop Fortich zou op 89-jarige leeftijd overlijden aan de gevolgen van diabetes.